# Coloptilia
Coloptilia là một chi bướm đêm thuộc họ Gelechiidae.